# Elezioni generali in Namibia del 1994
Le elezioni generali in Namibia del 1994 si tennero il 4 e il 5 dicembre per l'elezione della Presidenza e dei membri del Parlamento.

## Risultati

### Elezioni presidenziali
| Candidati       | Partiti                                           | Voti    | %     |
| --------------- | ------------------------------------------------- | ------- | ----- |
| Sam Nujoma      | Organizzazione Popolare dell'Africa del Sud-Ovest | 370 452 | 76,34 |
| Mishake Muyongo | Alleanza Democratica di Turnhalle                 | 114 843 | 23,66 |
| Totale          | Totale                                            | 485 295 | 100   |

### Elezioni parlamentari
| Liste                                                     | Voti    | %     | Seggi |
| --------------------------------------------------------- | ------- | ----- | ----- |
| Organizzazione Popolare dell'Africa del Sud-Ovest (SWAPO) | 361 800 | 73,89 | 53    |
| Alleanza Democratica di Turnhalle (DTA)                   | 101 748 | 20,78 | 15    |
| Fronte Democratico Unito (UDF)                            | 13 309  | 2,72  | 2     |
| Coalizione Democratica della Namibia (DCN)                | 4 058   | 0,83  | 1     |
| Gruppo d'Azione di Controllo (MAG)                        | 4 005   | 0,82  | 1     |
| Unione Nazionale dell'Africa del Sud-Ovest (SWANU)        | 2 598   | 0,53  | –     |
| Convenzione Federale della Namibia (FCN)                  | 1 166   | 0,24  | –     |
| Partito Rivoluzionario dei Lavoratori (WRP)               | 952     | 0,19  | –     |
| Totale                                                    | 489 636 | 100   | 72    |